# Système éducatif au Cambodge
Le système éducatif au Cambodge est l'organisation de l'enseignement primaire et secondaire au Cambodge. Il désigne l'ensemble des cours dispensés, dans des établissements de type différent, qui commencent par l'apprentissage de la lecture et du calcul et se terminent soit par l'entrée dans la vie active après, dans le meilleur des cas, une formation professionnelle, soit par l'accès à l'enseignement supérieur.
Son histoire, au cours de la seconde moitié du XXe siècle, hormis les quelques années plutôt favorables qui ont suivi l'accession de ce pays à l'indépendance, sera largement affectée et ce, pendant trois décennies, par un climat quasi permanent d'affrontements violents, d'insécurité et d'instabilité politique dont une période d'horreur absolue générée par l'idéologie mortifère des khmers rouges (1975-1979).
Le 28 avril 2000, 164 pays dont le Cambodge, conscients du fait que la formation constitue bien un facteur déterminant du développement social et humain, se réunissent à Dakar et confirment leur engagement à réaliser l'éducation pour tous en 2015 au plus tard. Six objectifs clés relevant du domaine éducatif sont définis dont ceux d'universaliser l'enseignement primaire et de réduire massivement l'analphabétisation.
Le Cambodge, très largement aidé par la solidarité internationale, inscrit sa politique éducative dans ce cadre de référence tout en s'efforçant de développer sa propre stratégie. À quelques mois de l'échéance de 2015, les données rassemblées plus particulièrement par l'Unesco permettent de dresser un état des lieux de son système d'enseignement scolaire, de présenter de nombreuses données, de faire apparaître les évolutions et de pointer les premiers résultats, tout ceci à la lumière d'une vingtaine d'indicateurs. Des effectifs d'élèves scolarisés aux taux d'alphabétisation des jeunes et des adultes, de l'indice de parité en passant par le ratio élèves- enseignant, des coûts de l'éducation aux taux de redoublement...le système de formation est ainsi systématiquement examiné. L'addition et le croisement de l'ensemble de ces éléments chiffrés permettent de décrire un appareil de formation où les efforts engagés, en voie d'aboutissement en matière de scolarisation dans l'enseignement primaire, de parité filles-garçons, de réussite aux examens ne dissimulent pas pour autant les progrès restant à accomplir en termes de gratuité de l'école, de lutte contre la corruption, de recrutement d'enseignants et de réduction des inégalités de fréquentation et de réussite scolaires liées à l'origine sociale.

## Historique
Jusqu’à l’instauration du protectorat en 1863, le système éducatif se réduit aux écoles de pagode, institution séculaire au Cambodge. L’enseignement (destiné à une population masculine) porte essentiellement sur l’étude des textes sacrés ainsi que sur les cbap (des sentences morales versifiées destinées à régenter la vie quotidienne), qu'il convient d'apprendre par cœur.Il s’agit ici d’une option éducative sans réelle portée formative en termes d’apprentissage des fondamentaux (lecture, écriture, calcul) : l’école de pagode ne comportant par ailleurs, ni programme, ni emploi du temps, ni inspection, ni examen.
Au cours du XIXe siècle, le paysage éducatif ne subira pas de changements fondamentaux ; l’administration coloniale française ne se montrant guère offensive dans le domaine de la création d’écoles dégagées de toute connotation religieuse et ce, sur l’ensemble du territoire. Ainsi, c’’est le roi Norodom qui, en ouvrant en 1867 une école laïque d’abord réservée aux enfants de la famille royale, initie un processus timide de création d’écoles élémentaires. La première école française (fondée à Phnom Penh) date de 1873. D’autres écoles naissent dans les principales villes, s’adressant principalement aux enfants de l’élite urbaine dans un pays où la population réside très majoritairement dans les campagnes. En 1893, est créé le Collège du protectorat qui deviendra le Lycée Sisowath en 1935.
Au XXe siècle, quelques mesures fortes, notamment celle concernant la rénovation des écoles de pagode, témoignent de la volonté de la puissance coloniale d’amorcer un développement à la fois qualitatif et quantitatif du système de formation.
Les tableaux suivants traduisent en effet une croissance sensible à la fois des structures et des effectifs:
| Années    | Écoles primaires  | Nombre de maîtres | Nombre de classes | Elèves par cycle         | Elèves par sexe         | Total élèves |
| --------- | ----------------- | ----------------- | ----------------- | ------------------------ | ----------------------- | ------------ |
| 1930-1931 | 89 (E) + 18 (C)   | 53 (I) + 358 (A)  | 270               | 7 834 (E) + 1 603 (C)    | 8 398 (G) + 1 049 (F)   | 9 437        |
| 1951-1952 | 659 (E) + 128 (C) | 2 650             | 2 779             | 103 745 (E) + 17 919 (C) | 95 256 (G) + 25 408 (F) | 120 664      |

E: élémentaires, C: complémentaires, G: garçons, F: filles
| Années | Écoles de pagode rénovée | Nombre de Bonzes | Nombre d'élèves |
| ------ | ------------------------ | ---------------- | --------------- |
| 1931   | 101                      | 111              | 3 332           |
| 1952   | 1 447                    | 1 810            | 76 943          |

En 1952, à cet ensemble d’établissements, il convient d’ajouter 185 écoles privées : 156 chinoises (15 000 élèves), vingt franco-vietnamiennes (2 420 élèves) et neuf cambodgiennes (455 élèves).
Soit, à la fin du protectorat, les effectifs estimés des écoles primaires (tout type d’établissements confondu) s’élèvent à 215 000 élèves ; ceux des rares établissements secondaires (au nombre de 5) à 1796.
Au cours des années qui ont suivi l’indépendance, un effort tout particulier portera sur l’éducation. Les écoles sortiront de terre à un rythme si soutenu que le royaume du Cambodge y gagnera une palme d’or de l’UNESCO, au titre de la lutte contre l'analphabétisme. En 1966-67, à peine 15 ans après sa création, le Royaume compte ainsi 3612 écoles (dont 342 privées) qui accueillent 846 181 élèves (dont 42 415 dans le privé) ;  17 943 maîtres assurent l’enseignement ; 87 728 élèves sont par ailleurs scolarisés dans l’enseignement secondaire (150 établissements), encadrés par 3354 enseignants.
Ce flux de jeunes nouvellement formés ne sera pas sans conséquence négative. Dans un contexte économique très majoritairement agricole, ces jeunes ne peuvent pas trouver d’emploi en adéquation avec leurs attentes, d'où la naissance d'un climat d'insatisfaction et de frustration.
Dans le même temps, face à une guérilla qui, avec l’avènement de la République khmère en 1970 va dégénérer en guerre civile, une partie de plus en plus importante du budget, jusqu’alors consacré à l’éducation, sera réaffectée aux dépenses militaires.
En 1975, l’instauration du Kampuchéa démocratique va mettre à mal le système éducatif cambodgien, accusé d’avoir contribué par ses enseignements à préserver l’ancienne société que les partisans de Pol Pot jugeaient décadente et voulaient éradiquer. Les écoles seront fermées, voire transformées en entrepôts, centres d’interrogatoire… et le seul fait d’avoir été enseignant suffisait à condamner les intéressés à une mort certaine. Dès le milieu de 1976, un plan quadriennal sera élaboré, comprenant la mise en place, une fois toute trace du passé « impérialiste » cambodgien effacée, d’un nouveau système éducatif mais il ne sera jamais appliqué.
Lorsqu’au début de 1979 la république populaire du Kampuchéa succède au régime khmer rouge, la situation parait désespérée. Environ 90 % des élites qui auraient pu rebâtir une administration avaient disparu ou avaient émigré alors que plusieurs classes d’âge n’avaient plus été scolarisées, depuis 1970 dans les zones qui à cette époque avaient déjà échappé à tout contrôle gouvernemental. Le seul fait de savoir lire et écrire suffisait alors pour s’improviser enseignant. Malgré ces conditions difficiles et un contexte politique délicat, un système éducatif est restauré dans une ambiance pionnière où le dévouement du personnel compensait le manque de moyens.En 1979,2 481 écoles primaires sont dénombrées, fréquentées par 724 058 élèves et 13 619 enseignants.
En 1993, quand le pays est mis sous tutelle onusienne (APRONUC), l’enseignement constitue un volet important du projet de reconstruction du pays. Le système prendra alors sa forme actuelle  afin de le rendre compatible avec les normes des nouveaux intervenants, organismes internationaux (UNESCO, banque mondiale, BAD…), nationaux (AFD, JICA, USAID…) voire les nombreuses organisations non gouvernementales qui vont œuvrer dans le domaine sans toutes avoir réellement les compétences pour le faire.
En ce début des années 1990, le système de formation primaire et secondaire, vu sous l’angle quantitatif, se présente ainsi:
| Année scolaire | Elèves    | Écoles | Classes | Personnels |
| 1992-1993      | 1 468 958 | 4 852  | 35 025  | 42 405     |

| Année scolaire | Premier cycle | Établissements | Deuxième cycle | Établissements | Personnels |
| 1992-1993      | 183 793       | 407            | 55 550         | 82             | 3 149      |

Malgré le climat politique, économique, social et culturel chahuté et très dégradé des années 1970 à 1990, les données portant sur les effectifs d'enfants scolarisés et du personnel éducatif en ce début de décennie attestent clairement du fait que le pays n'est pas demeuré inactif face à l'adversité. Entre 1967 et 1992, le nombre d’élèves accueillis passe ainsi de 933 909  à 1 708 301, quant au personnel enseignant, leur effectif progresse de 21 297 à 45 554.
Le système de formation poursuivra régulièrement son développement quantitatif. Ainsi quelques années plus tard, au cours de l’année scolaire 1999-2000, 2,2 millions d'enfants sont scolarisés dans le cadre de l'enseignement primaire, 343 382 dans le secondaire (enseignement général), instruits respectivement par 44 852 et 19 030 enseignants.

## Présentation générale
En ce début du XXIe siècle, marqué par une décennie de stabilité politique, où en est le système scolaire cambodgien? Au-delà d'une approche descriptive, d'un état des lieux portant, pour l'essentiel, sur les années 2010 à 2012 et dégageant quelques caractéristiques majeures, des éléments de compréhension viendront compléter et nuancer le tableau d'ensemble.

### La politique du Ministère de l'Éducation, de la Jeunesse et des sports
Dans l'esprit de la Constitution de 1993 qui, notamment dans son article 68, souligne la gratuité de l'enseignement primaire et secondaire et fixe une scolarité obligatoire de neuf années, la politique du gouvernement cambodgien repose sur la mise en place régulière de "Plans stratégiques pour l'éducation" (2000/2005; 2006/2010; 2009/2013) qui eux-mêmes s'inscrivent dans les obligations légales internationales définies par les Nations unies. Celles-ci sont traduites d'une part dans les "Objectifs du millénaire pour le développement" pour lesquels les 189 pays signataires s'engagent sur le plan de la formation à assurer l'éducation primaire pour tous d'ici l'année 2015, d'autre part dans un plan d'"Éducation pour tous", complétant dans son volet éducation cette déclaration du Millénaire, et comprenant six objectifs dont celui " d'éliminer les disparités entre les sexes dans l'enseignement primaire et secondaire"

### Structure et organisation de la vie scolaire

#### Le quotidien scolaire
Dans les écoles primaires, situées souvent à proximité d'une pagode , le début de matinée obéit à un rituel précis: "avant d'entrer en classe, les élèves forment des rangs, différenciés selon les grades et les sexes pour rendre hommage au drapeau national qu'un élève de 6e année se charge de hisser, tandis que ses camarades, vêtus de l'uniforme scolaire chantent l'hymne national. Puis les élèves vont se placer devant leurs salles de classe respectives pour y former des rangs, là encore différenciés selon les sexes.L'entrée en classe, dans le prolongement du mouvement d'ensemble précédent, s'apparente également à une pratique disciplinaire collective quasi militaire.
Enfin, lorsque le professeur pénètre dans la salle de classe, tous les élèves "se lèvent, joignent les mains et le saluent de manière respectueuse. Le professeur valide ce salut par un oui et leur ordonne de s'asseoir".
Concernant la gestion disciplinaire et éducative de la classe, elle s'est longtemps accompagnée de châtiments corporels. Si la démarche éducative du "Child friendly school" (CFS), initiée en particulier par l'UNICEF au début des années 2000 et adoptée par le gouvernement cambodgien en 2007, visant à promouvoir une pédagogie centrée sur l'élève et sur les droits de l'enfant a pu progressivement mettre fin à l'utilisation notamment de la "baguette punitive", elle a vu l'opposition en creux des enseignants (mais aussi des parents), perplexes, déstabilisés, réticents, peu convaincus par une approche éducative très éloignée d'une pratique forgée depuis plusieurs décennies, traditionnellement directive voire autoritaire, fondée sur la crainte du professeur.
Le port de l'uniforme, à la charge des familles, est obligatoire. Il se compose d'un chemisier blanc et d'une jupe bleu marine pour les filles, d'une chemise blanche et d'un pantalon bleu pour les garçons.
Les établissements ne disposent pas de cantines. En ville, dans le cadre de la pause méridienne, les élèves regagnent leur domicile. À la campagne, tantôt les élèves apportent leur repas, tantôt des stands sommaires proposent du riz, des nouilles, des fruits, des friandises, des boissons...pour une somme comprise entre 100 et 1 000 riels.[réf. souhaitée]

#### Les cycles d'enseignement
Le système scolaire cambodgien, marqué par une longue présence française (1863-1953), apparaît, au moins quant à sa structuration, très proche du modèle français. Il s'en distingue cependant sur trois points:
- la succession des classes est inversée. Ainsi, l'équivalent du cours préparatoire français constitue le premier niveau; alors que l'année du Baccalauréat forme la douzième classe[25];
- l'école primaire comporte six classes[note 9] (ou six grades), contrairement au système français qui se caractérise par cinq niveaux[27];
- l'enseignement secondaire inférieur (1er cycle) se définit par 3 classes[28].

Aujourd'hui, le cycle de formation complet (enseignement primaire et secondaire) court sur douze années: six en primaire, trois pour le secondaire 1er cycle et trois pour le secondaire 2e cycle, d'où le raccourci explicite couramment utilisé "6+3+3".
| Enseignements | Pré-primaire | Primaire   | Secondaire 1er cycle | Secondaire 2e cycle |
| ------------- | ------------ | ---------- | -------------------- | ------------------- |
| Âges          | 3 à 5 ans    | 6 à 11 ans | 12 à 14 ans          | 15 à 17 ans         |
| Classes       |              | 1 à 6      | 7 à 9                | 10 à 12             |

À l'issue du 1er cycle de l'enseignement secondaire, en classe de 9e, l'élève passe un examen (Diplôme d'enseignement du 1er cycle ou Brevet); en cas de succès, son admission au second cycle est prononcée. La fin de l'enseignement secondaire supérieur (classe de 12e)est sanctionnée par la passation du Baccalauréat (Diplôme d'enseignement du 2e cycle). Ce diplôme comporte cinq mentions: -A, permet de s'inscrire gratuitement dans tous les établissements d'enseignement supérieurs publics et privés; -B et C génèrent l'obtention de bourses,.

#### Le temps des apprentissages
L'année scolaire comprend trente-huit semaines de cours et se déroule de la fin du mois de septembre au mois de juillet, entrecoupée de vacances en novembre (Fête des eaux) et avril (Nouvel an khmer). Les enseignements sont dispensés officiellement cinq jours par semaine. En primaire, la semaine se compose de 27 à 30 séquences de 40 minutes chacune; dans le secondaire inférieur, 32 à 35 séances de 50 minutes et dans le secondaire supérieur, 32 à 35 en classe de 10e, 32 dans les classes de 11e et 12e. En réalité, cet aménagement en primaire et dans le 1er cycle du secondaire apparaît incertain; le système scolaire cambodgien se caractérisant par de grandes disparités géographiques entre districts et provinces, entre villes et campagne. Faute d'établissements, de salles de classe mais aussi d'enseignants qualifiés en nombre suffisant, les cours, notamment en zone rurale, peuvent être dédoublés; un groupe travaillant le matin de 7 h à 11 h; le second l'après-midi, de 13 h à 17 h. De surcroît, ainsi qu'il sera abordé au chapitre sur les carences et les sérieuses anomalies, la mise en place de séances de soutien dans plusieurs disciplines (supposant fréquemment une participation des familles) vient contrarier les consignes ministérielles.

### L'enseignement pré-primaire
Les données statistiques propres aux pays les moins avancés méritent d'être scrupuleusement interrogés. C'est pourquoi, dans ce chapitre et dans les suivants, ce sont les chiffres fournis par des organismes internationaux reconnus (ONU, UNESCO, UNICEF, Banque mondiale...) qui seront majoritairement utilisés
Cet enseignement, non obligatoire, concerne une très petite fraction d'enfants. En effet, en 2012, 15 % sont scolarisés, soit un effectif de 139 195 élèves, selon une égalité presque parfaite filles/garçons.
Les enseignants au nombre de 4 973, majoritairement représentés par des femmes (93 %) interviennent dans 2 813 établissements le plus souvent publics; le secteur privé accueille 13 % des enfants scolarisés.
Le ratio élèves/enseignant est de 28.

### L'enseignement primaire
En 2012, la population d'élèves scolarisés dans les écoles primaires est estimée à 2 194 716 dont 52 252 affectés dans le secteur privé, soit un taux net de scolarisation de 98 %.
L'absence de scolarisation est un phénomène qui touche très majoritairement les filles. En effet, sur un total de 28 581 enfants relevant théoriquement de l'enseignement primaire et non scolarisés, les filles sont surreprésentées (près de 90 %).
Trois indicateurs permettent d'approcher le niveau de performance de l'école primaire:
- le taux de redoublement: il est de 6 % sur l'ensemble des six années d'étude[38].Ce pourcentage, en diminution constante, semble davantage lié à des consignes fortes émanant du Ministère de l'Éducation recommandant un passage massif dans la classe supérieure qu'au niveau de connaissance réel atteint par les élèves[39];
- le taux de survie en dernière année du cycle primaire[note 14]: près de 66 % des élèves, en 2011, parviennent en classe de 6e[41]; ce pourcentage pourrait témoigner, dès l'instant où les redoublement sont relativement limités, d'une déperdition scolaire sérieuse. Il convient de noter que le pourcentage des filles atteignant la dernière classe de l'école primaire est supérieur à celui des garçons;
- le taux d'accès au premier cycle de l'enseignement secondaire[note 15]: en 2011, 81 % des élèves fréquentant l'année précédente la classe de 6e, entrent au Collège en 7e (80 % des garçons, 82 % des filles)[43].

Parmi les disciplines enseignées au cours de ces six années d'étude figurent: l'apprentissage de la langue khmère (matière bénéficiant de l'horaire le plus important), les mathématiques, les sciences, l'histoire géographie, les arts... Quelques établissements, sans doute parmi les plus privilégiés, offrent des options supplémentaires permettant l'acquisition de compétences sociales (autonomie, responsabilité, prise de décision...).
Le personnel enseignant (au nombre de 48 002 dont 49 % de femmes) se répartit dans 6 910 écoles. Le nombre d'élèves par enseignant est de 46.

### L'enseignement secondaire
Il est important de rappeler que les chiffres relatifs à l'enseignement secondaire sont rares, épars, parfois contradictoires ou tout simplement non disponibles. Il convient, par conséquent de s'entourer de précautions dans l'énoncé des données.
Le premier cycle compose avec les six niveaux de l'école primaire, l'éducation de base obligatoire qui se termine en classe de 9e.
En 2012, 552 515 élèves (dont 47,7 % de filles) sont scolarisés dans 1 214 établissements, très majoritairement publics; les effectifs du privé étant estimés à 2 %,.
Une première photographie du fonctionnement du Collège permet de pointer les éléments suivants :
- le taux brut[note 17] est de 63 %, le taux net de 40 %[50],
- le pourcentage de redoublants est évalué à 2 %[51],
- le nombre de sorties prématurées entre la 7e et la 9e semble élevé[52],[note 18].

Le programme officiel théorique comprend les disciplines suivantes : langue khmère, langues étrangères, mathématiques, sciences, sciences sociales, éducation physique et santé. Comme dans les écoles primaires, une formation liée à l'apprentissage de compétences sociales peut être organisée dans les établissements disposant de moyens financiers.
Ces différentes disciplines sont dispensées par 27 406 enseignants (dont 40 % de femmes). Le ratio élèves/enseignant est de 20.
Le second cycle d'enseignement général accueille en 2012, 328 593 élèves dont 318 165 scolarisés dans les établissements publics où le pourcentage de filles est de 45,7 %. Environ 3 % des élèves fréquentent le secteur privé.
Quelques caractéristiques saillantes peuvent être dégagées:
- le taux net de scolarisation (19,4 %[note 19] en 2010[32]) demeure faible,
- le pourcentage de redoublants est estimé à 2 %[51],
- le taux d'évaporation des effectifs entre la classe de 10e et la 12e semble beaucoup plus faible que dans le 1er cycle au regard des inscriptions suivantes : -115 758 en 10e, -106 709 en 11e, -106 126 en 12e[32].
- les résultats du Baccalauréat apparaissent plutôt flatteurs : 86,48 % de réussite en 2012 pour 114 414 candidats[56]. En 2011, 111 287 élèves étaient inscrits en classe terminale; 92 236 ont passé avec succès le diplôme, soit un taux de 82,9 %[57]. Mais en 2014, le ministère de l’Éducation décide de lutter efficacement contre la fraude au Baccalauréat et le taux de réussite chute à 25 % de réussite et seuls 18 % sont acceptés au rattrapage[58]...

Le programme des classes de 11e et 12e est composée d'un tronc commun : littérature khmère, mathématiques, langue étrangère, éducation physique et santé et d'un enseignement optionnel : sciences (physique, biologie), sciences sociales (histoire, géographie, économie), éducation professionnelle.
12 157 enseignants (30 % de femmes) encadrent cette population scolaire soit un ratio élèves/enseignant proche de 30,.

### Le personnel enseignant
Le système scolaire cambodgien a longtemps présenté une image dégradée liée, entre autres, au manque d'établissements de formation mais aussi à une population enseignante faiblement qualifiée et insuffisante quantitativement au regard des besoins. Cette situation critique s'explique très largement par l'histoire tragiquement agitée des trois dernières décennies du XXe siècle et plus particulièrement par la politique khmère rouge qui a notamment conduit à la disparition d'une majorité d'intellectuels. Face à l'urgence, le Ministère a été amené à un recrutement important de professeurs en se montrant peu exigeant sur les qualités et les compétences requises.
Depuis 1996, les conditions de recrutement ont été redéfinies : tous les enseignants doivent avoir accompli un cycle complet de formation jusqu'en classe de 12e; par ailleurs, ils bénéficient d'une formation de deux années, une troisième étant instaurée pour les candidats se destinant à l'enseignement dans le second cycle des lycées. Aujourd'hui, le nombre d'enseignants non titulaires du Baccalauréat devient de plus en plus rare. De plus, tous les enseignants du primaire semblent avoir reçu une formation minimum.
En ce début du XXIe siècle, comme indiqué dans le chapitre éléments d'analyse, la condition enseignante reste peu enviable : disposant de faibles salaires (ceux-ci, augmentés de 20 % en 2012, sont aujourd'hui de 60 $ par mois pour les professeurs du primaire, de 80 $ pour ceux du secondaire en début de carrière), les professeurs sont parfois conduits à occuper un deuxième emploi au détriment de leur investissement et de leur temps de présence en classe. Ils souffrent, de surcroît, d'un manque de reconnaissance sociale.

### Le système scolaire en chiffres, en 2012: tableau récapitulatif
| Enseignement   | Pré-primaire | Primaire  | Secondaire 1er cycle | Secondaire 2e cycle | Total     |
| -------------- | ------------ | --------- | -------------------- | ------------------- | --------- |
| Élèves         | 139 195      | 2 194 716 | 552 515              | 328 593             | 3 215 019 |
| Établissements | 2 813        | 6 910     | 1 214                | 433                 | 11 370    |
| Enseignants    | 4973         | 48 002    | 27 406               | 12 157              | 92 538    |

L'Institut français du Cambodge fournit les statistiques suivantes pour l'année 2009/2010: 3 248 479 enfants scolarisés dont 1 540 077 filles (47,4 %) répartis dans 10 115 établissements.

### Les dépenses d'éducation
En 2011, la part consacrée à l'éducation était de 2,6 % du PIB et de 12,1 % relativement à l'ensemble des dépenses publiques
Ce premier survol de l'ensemble du système éducatif cambodgien, de l'ordre d'une photographie instantanée, n'apporte pas vraiment d'éléments palpables sur son état réel, sur ses forces et ses faiblesses et plus précisément sur ses capacités à répondre aux besoins et à atteindre les objectifs du millénaire pour le développement. Une démarche fondée sur l'examen de statistiques comparatives, accompagné parfois de la prise en compte de données qualitatives, devrait favoriser une connaissance du moins plus approfondie, sinon plus contrastée de la réalité scolaire cambodgienne.

## Éléments d'analyse

### De réels progrès
Le paysage scolaire cambodgien en une douzaine d'années, de la fin du XXe siècle en ce début de deuxième décennie du XXIe, dans un environnement politique pacifié et un contexte économique favorable s'est considérablement transformé dans le sens de l'accès du plus grand nombre à l'éducation, en augmentant la participation des filles, en luttant contre les sorties prématurées et en recherchant une meilleure efficacité interne au système de formation. De nombreux indicateurs, relevant très largement de l'expression quantitative, en témoignent de façon probante. Parmi ceux-ci, les indicateurs de base, permettant de mesurer le degré d'atteinte des six objectifs de l'éducation pour tous, conçus par l'UNESCO, constitueront des points de repère normalisés.

#### Objectifs composant le programme d'éducation pour tous, atteints ou en voie d'être confortés
- Objectif 2 : « Faire en sorte que d'ici 2015, tous les enfants, notamment les filles, les enfants en difficulté et ceux appartenant à des minorités ethniques, aient la possibilité d'accéder à un enseignement obligatoire et gratuit de qualité et de le suivre jusqu'à son terme. »

Le taux net de scolarisation représente l'outil pertinent d'évaluation retenu par l'UNESCO. Deux autres indicateurs, significatifs, le complètent et l'enrichissent.
| Dates                    | 1999                    | 2000 | 2003 | 2008 | 2010 | 2012                   |
| ------------------------ | ----------------------- | ---- | ---- | ---- | ---- | ---------------------- |
| Établissements primaires | 86 % (M: 91 %; F: 80 %) | 91 % | 97 % | 98 % | 98 % | 98 % (M: 99 %; F:97 %) |

| Dates | 1999                    | 2002 | 2005 | 2008 | 2010 | 2012                   |
| ----- | ----------------------- | ---- | ---- | ---- | ---- | ---------------------- |
| Taux  | 40 % (M: 46 %; F: 35 %) | 59 % | 85 % | 89 % | 91 % | 98 %(M: 97 %; F: 98 %) |

| Dates                               | 1999                  | 2000   | 2006   | 2008                  | 2010  | 2012                |
| ----------------------------------- | --------------------- | ------ | ------ | --------------------- | ----- | ------------------- |
| Enseignement primaire               | 13,4 % (soit 281 393) | 7,8 %  | 1,7 %  | 1,8 %                 | 1,8 % | 1,6 % (soit 28 581) |
| Enseignement secondaire (1er cycle) | 86,6 %(soit 905 752)  | 85,6 % | 37,4 % | 21,6 % (soit 229 000) | —     | —                   |

98 % des jeunes cambodgiens ont accès à l'enseignement primaire en 2012. Ce chiffre place le Cambodge, d'ores et déjà, parmi les pays répondant avec succès à l'objectif fixant le taux à 95 % d'ici 2015. Par ailleurs, le pourcentage d'élèves parvenant aujourd'hui en classe de 6e qui passe de 40 % en 1999 à 98 % en 2012 mais aussi la baisse significative des taux d'enfants et d'adolescents, relevant de l'éducation de base, non scolarisés témoignent clairement des efforts accomplis en une douzaine d'années.
- Objectif 5: "Eliminer les disparités entre les sexes dans l'enseignement primaire et secondaire d'ici 2015 et instaurer l'égalité dans ce domaine en 2015 en veillant notamment à assurer aux filles un accès équitable et sans restriction à une éducation de base de qualité avec les mêmes chances de réussite".

Plusieurs indicateurs peuvent être utilisés pour mesurer le degré de réalisation de cet objectif qui porte sur la parité et l'égalité des sexes dans l'éducation.
| Dates | 1990                   | 1998 | 2004 | 2010                   | 2011 |
| ----- | ---------------------- | ---- | ---- | ---------------------- | ---- |
| Taux  | 73 %(M: 81 %; F: 65 %) | 78 % | 83 % | 87 %(M: 88 %; F: 86 %) | 87 % |

| Dates | 2000                    | 2002 | 2005 | 2007 | 2010 | 2011                   |
| ----- | ----------------------- | ---- | ---- | ---- | ---- | ---------------------- |
| Taux  | 78 % (M: 83 %; F: 72 %) | 85 % | 83 % | 81 % | 80 % | 81 %(M: 80 %; F: 82 %) |

Non seulement les données figurant dans les tableaux 1, 2, 4 et 10 attestent du fait que l'indice de parité entre les sexes (IPS) est atteint dans l'enseignement primaire et secondaire inférieur ainsi que dans le domaine de l'alphabétisation des jeunes 15/24 ans (0,97) mais encore, à l'instar des pays développés, les filles se montrent plus performantes que les garçons au juger à la fois du taux d'admission en dernière année d'étude primaire, de celui du passage en première année du secondaire inférieur mais aussi de la participation à l'enseignement secondaire du 1er cycle.

#### Autres résultats encourageants
La présentation des effectifs scolaires par type d'enseignement (tableau 6) permet d'éclairer les progrès de la scolarisation sous un angle différent. Si le nombre d'élèves fréquentant les écoles primaires diminuent depuis 2005 en raison d'une baisse marquante de la natalité, en revanche le nombre de lycéens a été multiplié par quatre en treize ans; cette dernière augmentation s'accompagnant de taux de réussite au Baccalauréat (tableau 7) en hausse de façon presque continue depuis 2002 et se manifestant par un bond de plus de quarante-cinq points en une dizaine d'années.
Dans le même temps, des recrutements importants d'enseignants (tableau 8) ont été organisés en veillant à une plus grande mixité sur le plan de l'encadrement pédagogique.
| Dates                                       | 1999                | 2005      | 2010      | 2011              | 2012                  |
| ------------------------------------------- | ------------------- | --------- | --------- | ----------------- | --------------------- |
| Pré-primaire                                | 58 000 (F:50 %)     | 95 412    | 114 958   | 115 000 (F: 50 %) | 139 195               |
| Primaire                                    | 2 127 000 (F: 46 %) | 2 695 372 | 2 239 757 | 2 224 000         | 2 194 716 (F: 47,4 %) |
| Secondaire inférieur                        | 226 057 (F: 45,7 %) | 530 563   | 585 115   | 568 930           | 552 515 (F: 46 %)     |
| Secondaire supérieur (enseignement général) | 82 110 (F: 38 %)•   | 177 891   | 323 583   | 341 490           | 328 593 (F: 46 %)     |

Sur l'ensemble du secondaire (général et technologique).
| Années           | 2002              | 2003              | 2004              | 2005   | 2006               | 2007              | 2011    | 2012    |
| ---------------- | ----------------- | ----------------- | ----------------- | ------ | ------------------ | ----------------- | ------- | ------- |
| Effectifs        | 47 122 (F: 7 233) | 35 391 (F: 4 869) | 38 552 (F: 7 167) | 47 372 | 53 352 (F: 19 937) | 74 685 (F:29 317) | 111 287 | 114 414 |
| Taux de réussite | 39,8 %            | 39,8 %            | 48,5 %            | 72,2 % | 77,6 %             | 72,7 %            | 82,9 %  | 86,4 %  |

| Dates                                      | 1999              | 2000             | 2001   | 2005   | 2007             | 2010   | 2011   | 2012             |
| ------------------------------------------ | ----------------- | ---------------- | ------ | ------ | ---------------- | ------ | ------ | ---------------- |
| Pré-primaire                               | 2 000 (F: 99 %)   | 2 350            | 3 325  | 3 869  | 4 415            | 4 121  | 4 224  | 4 973 (F: 92 %)  |
| Primaire                                   | 44 542            | 44 852 (F: 39 %) | 45 914 | 50 654 | 48 736 (F: 44 %) | 46 905 | 47 033 | 48 002 (F: 48 %) |
| Secondaire 1er cycle                       | 13 769 (F: 28 %)  | 14 107           | 15 550 | 19 223 | 20 630 (34 %)    | 24 850 | —      | 27 406 (F: 40 %) |
| Secondaire 2e cycle (enseignement général) | 3 555 (F: 22,9 %) | 3 971            | 4 167  | 6 183  | 7 226            | 10 714 | —      | 12 157 (F: 30 %) |

### Des performances encore trop modestes et des fragilités

#### Comparaison avec les objectifs de l'Éducation pour tous
- Objectif 1 : "Développer et améliorer sous tous leurs aspects la protection et l'éducation de la petite enfance, et notamment des enfants les plus vulnérables et défavorisés".

Tous les rapports portant sur l'éducation, quel que soit le niveau de développement du pays examiné, établissent un lien tangible entre la fréquentation de l'enseignement pré-primaire et une adaptation réussie en première année d'enseignement primaire. À cet égard, l'équipe de pilotage du Rapport mondial de suivi sur l'éducation pour tous a fixé un objectif de scolarisation pré-primaire égal à 70 % en 2015. Les résultats cambodgiens (tableau 9) témoignent ici d'un retard considérable.
| Dates | 1999 | 2008 | 2011 |
| ----- | ---- | ---- | ---- |
| Taux  | 5 %  | 13 % | 15 % |

- Objectif 3 : "Répondre aux besoins éducatifs de tous les jeunes et de tous les adultes en assurant un accès équitable à des programmes adéquats ayant pour objet l'acquisition de connaissances ainsi que de compétences nécessaires dans la vie courante".

La mise en place de l'éducation de base, correspondant à une scolarité obligatoire de neuf années, sanctionnée par un examen national, permettant l'acquisition d'un socle de connaissances et de compétences favorisant l'insertion sociale et professionnelle est censée répondre étroitement à cet objectif.
Deux indicateurs clés sont utilisés par les rapporteurs missionnés par l'Organisation des Nations unies pour l'éducation, la science et la culture: le taux de scolarisation dans l'enseignement secondaire du premier cycle (tableau 10) et un second, dépendant du précédent, mesurant le degré d'alphabétisation des jeunes de 15 à 24 ans (tableau 4). Les taux attendus étant pour chacun d'entre eux de 95 %, l'échec apparaît ici particulièrement marqué dans le domaine de la participation à l'enseignement secondaire.
| Dates | 1999                    | 2000 | 2002 | 2008 | 2010 | 2012                    |
| ----- | ----------------------- | ---- | ---- | ---- | ---- | ----------------------- |
| Taux  | 12 % (M: 15 %; F: 10 %) | 13 % | 19 % | 33 % | 3 4% | 40 % (M: 37 %; F: 42 %) |

- Objectif 4 : "Améliorer de 50 % les niveaux d'alphabétisation des adultes, et notamment des femmes, d'ici à 2015, et assurer à tous les adultes un accès équitable aux programmes d'éducation de base et d'éducation permanente ".

| Dates | 1990                    | 2000 | 2004                    | 2009 | 2010                   |
| ----- | ----------------------- | ---- | ----------------------- | ---- | ---------------------- |
| Taux  | 60 % (M: 77 %; F: 48 %) | 68 % | 74 % (M: 85 %; F: 64 %) | 74 % | 74 % (M: 83 %; F:66 %) |

Cet indicateur clé, s'il illustre une progression franche des taux ainsi qu'une réduction des inégalités hommes/femmes dans l'accès à l'éducation, montre aussi que le Cambodge sera très éloigné en 2015 de la cible établie, à savoir 95%.
- Objectif 6 : "Améliorer sous tous ses aspects la qualité de l'éducation dans un souci d'excellence de façon à obtenir pour tous des résultats d'apprentissage reconnus et quantifiables, notamment en ce qui concerne la lecture, l'écriture et le calcul et les compétences indispensables dans la vie courante".

Pour tenter de mesurer l'atteinte de ce dernier objectif aux multiples dimensions, qui se révèle de surcroît majeur dans la construction d'un système éducatif, le Rapport mondial sur l'éducation pour tous examine le ratio élèves par enseignant. Il s'intéresse aussi à la parité au sein de la population enseignante ainsi qu'à la présence ou non en quantité suffisante d'établissements de formation et de matériels didactiques.
| Dates                | 1990 | 1996 | 1999 | 2002 | 2005 | 2010 | 2011 | 2012 |
| -------------------- | ---- | ---- | ---- | ---- | ---- | ---- | ---- | ---- |
| Pré-primaire         | 17   | 24   | —    | 28   | 24   | 27   | 27   | 28   |
| Primaire             | 33   | 46   | 48   | 56   | 53   | 48   | 47   | 45   |
| Secondaire 1er cycle | —    | —    | 16   | —    | 27   | 24   | 24   | 20   |
| Secondaire 2e cycle  | —    | —    | 21   | 22   | —    | —    | —    | —    |

Si des créations de postes ont été manifestement opérées (tableau 8), elles n'ont pas permis de diminuer significativement le nombre d'élèves pris en charge par un enseignant dans le cadre de l'enseignement primaire. Tout se passe comme si les nouveaux recrutements avaient été prioritairement affectés aux établissement de l'enseignement secondaire. En 2011,le Cambodge fait partie des 26 pays (sur 162 disposant de données) dont le rapport élèves/enseignant dans les écoles primaires est supérieur à 40.
| Dates                | 1999 | 2007 | 2012 |
| -------------------- | ---- | ---- | ---- |
| Primaire             | 37 % | —    | 48 % |
| Secondaire 1er cycle | 27 % | —    | 40 % |
| Secondaire 2e cycle  | 24 % | 27 % | —    |

La mise en place d'une plus grande mixité dans le domaine de l'encadrement pédagogique s'est indubitablement produite même si elle tarde à se vérifier dans le 1er cycle de l'enseignement secondaire.
S'agissant du matériel pédagogique et de l'état des infrastructures scolaires, les données officielles semblent rares. ou faire défaut. Selon l'Association cambodgienne des enseignants indépendants, la quasi-totalité des élèves de niveau 1 ne posséderaient pas de livres pour étudier.

#### Autres indicateurs
Au-delà de cette approche qui a consisté à prendre en considération les seuls objectifs de l'éducation pour tous, plusieurs sources officielles fournissent des données statistiques voire des analyses qui attestent de l'ampleur des efforts qui restent encore à accomplir.
Ainsi, la notion de qualité de l'éducation interroge aussi, en filigrane, sur l'efficacité interne du système éducatif cambodgien. Qu'en est-il des taux de redoublement et de leur signification? Quid de la réussite scolaire dans les temps impartis? Que dire des inégalités socio-économiques d'accès au savoir?
| Dates | 1999                    | 2001 | 2004 | 2009 | 2010 | 2011 | 2012                 |
| ----- | ----------------------- | ---- | ---- | ---- | ---- | ---- | -------------------- |
| Taux  | 24 % (M: 25 %; F: 23 %) | 16 % | 10 % | 10 % | 8 %  | 7 %  | 5 % (M: 6 %; F: 5 %) |

| Dates | 1999                | 2001 | 2004 | 2008 | 2010 | 2011 | 2012                         |
| ----- | ------------------- | ---- | ---- | ---- | ---- | ---- | ---------------------------- |
| Taux  | 7 % (M:8 %; F: 5 %) | 2 %  | 4 %  | 2 %  | 2 %  | 1    | 1,99 % (M: 2,6 % ; F: 1,3 %) |

La diminution des taux de redoublement, limitée dans l'enseignement secondaire, apparaît en revanche très clairement dans l'enseignement primaire. Ainsi, le nombre d'élèves redoublants passe dans le primaire de 514 863 en 1999 à 128 212 en 2012 et de 21 817 à 17 556 dans le secondaire au cours de la même période. Des directives existent, émanant des autorités administratives, incitant fortement les équipes pédagogiques à favoriser les admissions en classe supérieure,. L'argumentaire utilisé semble davantage de nature budgétaire (coût d'un redoublement) que strictement pédagogique.
Cela étant, cette baisse généralisée des redoublements induit-elle pour autant un système scolaire plus performant? En d'autres termes, le passage en classe supérieure repose-t-il sur l'atteinte des acquis nécessaire aux nouveaux apprentissages?
À titre indicatif, une enquête récente partielle, qui par conséquent ne répond qu'imparfaitement à la question, montre que 23 % des élèves disposent des compétences attendues en langue khmère en cinquième année alors qu'ils étaient 66 % en deuxième année. De manière plus globale, l'Institut de statistique de l'UNESCO produit plusieurs séries de données qui viennent nuancer fortement, disputer ou au moins interroger une lecture plutôt satisfaisante des progrès de la scolarisation. Parmi celles-ci, deux indicateurs apparaissent décisifs: le taux de survie par année d'étude et le taux d'abandon scolaire prématuré.
| Dates | 1999                    | 2000 | 2002 | 2005 | 2010 | 2011                    |
| ----- | ----------------------- | ---- | ---- | ---- | ---- | ----------------------- |
| Taux  | 55 % (M: 56 %; F: 53 %) | 55 % | 55 % | 55 % | 61 % | 65 % (M: 63 %; F: 68 %) |

| Dates | 2000                    | 2003 | 2006 | 2010 | 2011                    |
| ----- | ----------------------- | ---- | ---- | ---- | ----------------------- |
| Taux  | 66 % (M: 72 %; F: 56 %) | 66 % | 61 % | 65 % | 63 % (M: 64 %; F: 62 %) |

| Dates | 2000           | 2003 | 2006 | 2010 | 2011           |
| ----- | -------------- | ---- | ---- | ---- | -------------- |
| Taux  | 45 % (F: 46 %) | 46 % | 45 % | 38 % | 34 % (F: 31 %) |

En termes d'effectifs, le nombre d'enfants qui quittent l'école primaire prématurément passe de 222 305 en 1999 à 132 661 en 2012.
| Dates | 2000           | 2002 | 2004 | 2006 | 2010 | 2011           |
| ----- | -------------- | ---- | ---- | ---- | ---- | -------------- |
| Taux  | 20 % (F: 24 %) | 13 % | 19 % | 21 % | 20 % | 21 % (F: 21 %) |

La confrontation des tableaux 16 et 18 d'une part et le tableau 1 d'autre part qui met en évidence un taux net de scolarisation dans l'enseignement primaire de 98 %, pourrait laisser penser que la scolarité d'un enfant se mesure parfois uniquement à son inscription.
Quant aux inégalités de réussite scolaire liées à l'origine géographique, au statut socio-économique ou à l'appartenance ethnique de la famille, le Cambodge n'échappe pas aux cruels constats chroniques auxquels se heurtent encore aujourd'hui la plupart des pays, quel que soit leur niveau de développement.
Les rapports annuels de l'UNESCO multiplient, à ce sujet, les données ainsi que les études prospectives pointant, ici comme ailleurs, les difficultés de la démocratisation de l'accès au savoir. Ainsi, les redoublements, les abandons prématurés concernent les segments les plus pauvres de la population. En revanche, les parcours scolaires de réussite sont le fait des catégories sociales privilégiées: 28 % de la population âgée de 23 à 27 ans issus des 20 % des foyers les plus riches a suivi jusqu'à son terme le cycle de l'enseignement secondaire contre 0,2 % pour les familles les plus démunies ; le taux d'alphabétisme d'une jeune fille riche de Phnom Penh atteint 95 % tandis que son homologue résidant dans la province de Kompong Thom ne dépasse pas 30 % ; 75 % des garçons les plus riches achèvent le premier cycle de l'enseignement secondaire contre 10 % des familles les plus pauvres...

### Carences et anomalies

#### Un niveau d'engagement financier insuffisant et un pilotage approximatif
Les moyens financiers attribués à l'éducation, s'ils sont en augmentation depuis une dizaine d'années, ne semblent pas encore tout à fait à la hauteur des enjeux.
| Dates | 1999 | 2000  | 2007  | 2008  | 2010  | 2011  |
| ----- | ---- | ----- | ----- | ----- | ----- | ----- |
| Taux  | 1 %  | 1,9 % | 1,7 % | 1,7 % | 2,6 % | 2,7 % |

| Dates | 1999   | 2000   | 2007   | 2008 | 2011   |
| ----- | ------ | ------ | ------ | ---- | ------ |
| Taux  | 7,01 % | 10,1 % | 12,4 % | 12 % | 12,1 % |

En 2010, le pourcentage de dépenses en matière d'éducation, relativement au PIB, place le Cambodge en 152e position sur 173 pays classés, derrière leurs voisins composant la proche région (Laos : 3,3 %, Thaïlande : 3,8 %, Viêt Nam : 6,6 %). Les enquêtes menées par l'UNESCO confirment ce mauvais classement en soulignant par exemple que sur les vingt-cinq pays qui dépensent moins de 150 $ pour l'éducation de chaque élève du primaire, tous sont situés en Afrique subsaharienne sauf deux dont le Cambodge.
D'un autre point de vue, le Cambodge dépend encore très largement de l'aide internationale (Partenariat mondial pour l'Éducation, Banque asiatique de développement, pays riches (États-Unis, Japon...) mais aussi des très nombreuses ONG).C'est ainsi que la Banque asiatique de développement (BAD) accorde, en 2013, une enveloppe de 30 millions de dollars pour la construction de soixante écoles dans les onze provinces les plus pauvres.
Les questions posées aujourd'hui aux pouvoirs publics portent à la fois sur leur réactivité, leur capacité à réguler et à coordonner les flux financiers mais aussi sur la transparence de leur gestion. À ce sujet, le journal local "Cambodge Soir Hebdo" fait part de son inquiétude: "Quand on additionne les dotations annuelles de l'ONU, des États-Unis, du Japon et de l'Union européenne au gouvernement cambodgien, on dépasse le milliard de dollars...Où va vraiment cet argent?".

#### Des phénomènes de corruption généralisés
En 2005, James Wolfensohn, alors président de la Banque mondiale, déclarait que le Cambodge était confronté à trois défis: "La corruption, la corruption et la corruption". Quelques années plus tard, la situation dans ce domaine ne s'est pas réellement améliorée. En 2013, le Cambodge se classe 160e sur 177 pays, selon l'indice de perception de la corruption établie par "Transparency international",.
Dans ce contexte, le secteur de l'éducation n'est pas épargné. Le Baccalauréat, qui se caractérise ces dernières années par des taux de réussite élevés, est ainsi l'objet de multiples opérations de tricheries. "Cambodge Soir Hebdo" signalait en 2010 que les candidats inscrits passent moins de temps aux révisions qu'au trafic des sujets mis en vente les semaines précédents l'examen. Rong Chhun, Président de l'Association indépendante des professeurs cambodgiens, n'hésite pas quant à lui à déclarer: "La corruption est en train de détruire notre système éducatif". Ce mécanisme de fraude semble s'insinuer, comme indiqué au chapitre suivant, dangereusement dans l'ensemble du système scolaire.

#### Un milieu enseignant fragilisé économiquement, contraint parfois à des pratiques douteuses
Comme évoqué au chapitre concernant le personnel enseignant, faute d'un salaire réellement adapté permettant de couvrir les dépenses courantes, compte tenu également des retards affectant leur versement, des enseignants étaient amenés, notamment en zone rurale, à exercer une seconde activité professionnelle (agriculteurs, mécaniciens réparateurs de mobylettes...),, avec des conséquences évidemment nuisibles quant à leur temps de présence en classe et à leur degré de motivation.
Mais il y a pire. Des enseignants mettent en place des cours supplémentaires contre une participation financière des familles et ce, dans de nombreuses disciplines,. Les incidences de cette pratique explicitement reconnue par le Ministre cambodgien de l'Éducation Im Sethy sont doubles:
- elle met en défaut le principe de gratuité de l'éducation de base qui figure dans la loi de 1993 et qui est réaffirmé dans les objectifs de l'Éducation pour tous,
- elle renforce les inégalités de réussite scolaire liée à l'origine sociale. Ces cours privés se révèlent, en effet, déterminants dans les parcours de formation. Des exemples, cités par les rapporteurs de l'UNESCO témoignent de performances qualitativement différentes selon que les élèves bénéficient ou non de ces enseignements supplémentaires. Ainsi, entre autres, dans les zones rurales, des élèves de niveau 9 inscrits dans des cours de langue khmère ont obtenu 6,8/10 dans cette discipline contre 3,9 pour ceux qui ne pouvaient en profiter alors que dans les zones urbaines, l'écart était encore plus important: 8,3 contre 3,8[64].

Cet usage conduit parfois à des comportements extrêmes encore plus répréhensibles. Des cas sont ainsi signalés d'enseignants qui "s'abstiennent de couvrir des parties de programme pendant les heures de cours, obligeant ainsi les élèves à suivre des cours supplémentaires où sont enseignées les parties omises".

## Un bilan en demi-teinte
Un peu plus de trente ans après son anéantissement quasi total, le Cambodge s'éloigne lentement des pays considérés comme les plus fragiles. En 2012, si les équipes chargées de la rédaction du Rapport mondial sur l'éducation pour tous placent encore le Cambodge parmi les 37 pays à revenu faible sur 205 classés; en revanche, au regard de l'"Indice de développement humain" qui agrège en une seule donnée trois dimensions: l'espérance de vie, le niveau d'éducation et le PIB par habitant, le Cambodge qui se classe 138e sur 186 avec un taux de 0,543 quitte les pays à développement humain faible pour intégrer le groupe des moyens au cours de cette même année,.
Dans ce contexte socio-économique évolutif plutôt positif, le paysage de l'enseignement primaire et secondaire s'est transformé. La présentation de multiples données sous forme d'indicateurs a permis d'exposer une situation globalement contrastée où des réussites probantes côtoient des manques, des lenteurs mais aussi de graves dérives sociétales.
Dans le cadre du Programme de l'éducation pour tous, un "Indice de développement de l'éducation" composite a été créé, permettant d'évaluer l'état d'un système de formation de façon globale. Il porte sur quatre des six objectifs retenus officiellement: l'enseignement primaire universel, l'alphabétisation des adultes, la parité entre les sexes et la qualité de l'éducation mesurée par le taux de survie en 5e année de l'enseignement primaire. Cette approche, beaucoup plus limitée que celle qui a été menée ici dans cette étude, la parachève en introduisant un classement des pays en fonction de leur indice et en révélant (tableau 22) un rythme de transformation plutôt modeste.
| Cambodge | Indice de développement de l'éducation | Classement | Taux net de scolarisation en primaire | Taux d'alphabétisation des adultes | Parité | Taux de survie à l'issue de la classe de 5e (Primaire) |
| 2004     | 0,774                                  | 101e/125   | 0,976                                 | 0,736                              | 0,78   | 0,597                                                  |
| 2007     | 0,781                                  | 104e/128   | 0,894                                 | 0,763                              | 0,84   | 0,622                                                  |
| 2010     | 0,801                                  | 100e/120   | 0,959                                 | 0,739                              | 0,88   | 0,621                                                  |

À quelques mois des échéances fixées à 2015 par la Communauté internationale relativement aux objectifs de l'éducation pour tous, trois séries de caractéristiques fortes définissant le système de formation cambodgien peuvent être dégagées:
- Les avancées incluent le développement de la scolarisation dans l'enseignement primaire (au moins sur le plan des inscriptions) et celle de la parité filles/garçons jusqu'en classe de 9e. S'y ajoute la construction accélérée d'établissements de formation[note 52] et la montée en puissance du nombre de candidats au Baccalauréat, futurs jeunes actifs susceptibles de participer à court terme au dynamisme du pays.
- En revanche, ni l'objectif de scolarisation massive jusqu'en classe de 9e, ni celui d'un développement important de l'enseignement préprimaire ne seront atteints tandis que l'achèvement des études primaires a progressé à un rythme beaucoup plus lent que le taux d'inscription, que les inégalités de réussite scolaires restent fortes et que la condition socio-économique préoccupante des enseignants (de surcroît insuffisamment nombreux) demeure lourde de conséquences.
- Enfin, la difficulté de dégager les ressources financières nécessaires, de les mobiliser et de les optimiser afin de promouvoir une qualité de formation proche de celle des pays voisins mais aussi et surtout un climat de corruption général[note 53] (qui peut aller jusqu'à interroger la fiabilité des réussites ici déclinées) constituent de sérieux freins à l'efficacité même du système de formation.

« Il est difficile de lire correctement le Cambodge, d'en discerner les tendances lourdes, d'analyser les directions dans lesquelles il s'engage. Beaucoup de données, comme les statistiques économiques, ne sont pas complètes ou fiables. Les manipulations sont nombreuses. Les témoignages et partis pris s'inscrivent plus dans le registre émotionnel que dans l'observation objective. Le Cambodge et sa complexité ne laissent personne indifférent. Le pays et ses habitants font preuve d'une formidable résistance et simultanément les dérives les plus graves désespèrent les mieux intentionnés. Loin d'être idéale, la situation s'améliore quand même. »

Ce propos implacable mais non dénué de perspective positive pourrait résumer à lui seul la problématique de son système de formation primaire et secondaire.

## Annexe: Données complémentaires relatives aux années 2013 à 2017[note 54]
L’examen du système d’enseignement primaire et secondaire cambodgien tel qu’il se présentait jusqu’en 2012 et esquissé en août 2014, reposait à la fois sur la prise en compte des six « Objectifs de l’Éducation pour tous » définis à Dakar en 2000 par l’ Organisation des Nations unies pour l’éducation, la science et la culture mais également de plusieurs indicateurs considérés comme significatifs. Depuis 2015, les « Objectifs de développement durable » élaborés par les 193 pays membres de l’ONU, en particulier la cible 4 relative à l’éducation, précisent l’analyse.
Le Cambodge, peuplé en 2017, de  16 millions d’habitants continue de bénéficier d’un taux de croissance parmi les plus élevés du monde (autour de 7%). Depuis juillet 2016, il appartient à la catégorie des pays à revenus intermédiaires après reclassement de la Banque mondiale. En dépit d’un contexte général plus favorable, les études récentes décryptant son système de formation initiale ne modifient pas fondamentalement les conclusions prudemment exposées alors.
Six grands thèmes feront succinctement l’objet de compléments d’informations : -L’enseignement pré-primaire, -L’enseignement primaire, -L’enseignement secondaire, - La population enseignante, -L’alphabétisation, -Les dépenses liées à l’éducation.

### L'enseignement pré-primaire
Il s’agit bien ici d’enseignement pré primaire, destiné à des enfants scolarisés dans des établissements publics ou privés et non d’éducation pré scolaire (domaine de la petite enfance), assurée par d’autres dispositifs tels que les services d’enseignement à domicile ou les écoles maternelles dites communautaires. Ces dernières se définissent de la façon suivante : l’éducation est dispensée par une personne du village qui a suivi une dizaine de jours de formation initiale et qui perçoit à la fin de chaque mois un traitement versé par le village ; elles sont ouvertes deux heures par jour et cinq jours par semaine ; les cours ont lieu, le plus souvent au domicile de l’enseignant. Cette juxtaposition de structures distinctes est parfois source de confusion dans l’affichage des données chiffrées.
|                                                  | 2011/2012            | 2012/2013            | 2013/2014            | 2014/2015             | 2015/2016            | 2016/2017            |
| Effectifs élèves                                 | 139 195 (F: 50,09 %) | 145 705 (F: 49,87 %) | 181 649 (F: 48,37 %) | 187 450 ((F: 50,14 %) | 203 785 (F: 49,96 %) | 222 637 (F: 49,72 %) |
| dont Secteur public                              | 121 306              | 128 257              | 157 288              | 163 468               | 173 893              | 190 148              |
| dont Secteur privé                               | 17 889               | 17 448               | 24 361               | 23 982                | 29 890               | 38 489               |
| Taux net de scolarisation                        | 13,7 %               | 14 %                 | 16,6 %               | 17,3 %                | 18,5 %               | 20,1 %               |
| Effectifs enseignants (Secteurs public et privé) | 4 973 (F: 92,9 %)    | 5 096 (F: 94,3 %)    | 5 795 (F: 96,7 %)    | 6 084 (F: 96,7 %)     | 6 348 (F: 92,6 %)    | 6 643 (F: 93,7 %)    |
| Ratio élèves/enseignant                          | 28                   | 28,6                 | 31,3                 | 30,8                  | 32,1                 | 34,4                 |
| Nombre d'établissements (Secteur public)         | 2 575                | 2 813                | 3 184                | 3 443                 | 3 706                | 4 014                |

Les performances de l’enseignement pré-primaire en termes d’effectifs scolarisés, et par conséquent de taux de scolarisation, demeurent faibles. Selon des projections établies par l’UNESCO, le Cambodge se placerait en 2015, parmi les 29 pays présentant les taux les plus faibles de participation à l’éducation pré-primaire. Dans un document prospectif étayé, élaboré en 2014, intitulé « Plan stratégique de l’éducation 2014-2018 », le ministère de l’Éducation, de la Jeunesse et des Sports, tout en étant conscient d’une couverture éducative pour les enfants de moins de six ans non adaptée quantitativement aux besoins, présente en mars 2014, un tableau statistique prévisionnel globalement beaucoup plus flatteur dans la mesure où il additionne les élèves gérés par l’ensemble des prestataires accueillant peu ou prou de jeunes enfants. Ainsi, s’agissant de l’année scolaire 2016/2017, le Ministère prévoit un effectif total de 474 880 élèves dont 163 886 inscrits dans les écoles communautaires et 86 401 à domicile.
Par ailleurs, au sein de cet enseignement pré-primaire, il convient de noter qu’en six ans, les établissements privés voient leurs effectifs croître de 50% contre 36% pour le secteur public.

### L'enseignement primaire universel (EPU)[note 56]
|                                                                                    | 2012/2013            | 2013/2014             | 2014/2015             | 2015/2016            | 2016/2017            |
| Effectifs élèves                                                                   | 2 224 955 (F:47,1 %) | 2 128 685 (F:48,04 %) | 2 179 916 (F:49,05 %) | 2 105 903 (F:48,3 %) | 2 111 631 (F:48,2 %) |
| dont Secteur public                                                                | 2 174 327            | 2 073 811             | 2 105 122             | 2 010 673            | 2 022 061            |
| dont Secteur privé                                                                 | 50 628               | 54 874                | 74 794                | 95 230               | 89 570               |
| Taux net de scolarisation                                                          | _____                | 94,7 % (F:93,6 %)     | 95,29 % (F:96,59 %)   | 92,78 % (F:92,75 %)  | 90,56 % (F:90,35 %)  |
| Nombre d'enfants non scolarisés                                                    | __________           | 89 849 (F: 60 %)      | 87 658 (F: 42,5 %)    | 137 924 (F:49,2 %)   | 184 824 (F:49,9 %)   |
| Taux de survie à la dernière année d'étude de l'enseignement primaire              | 46,9 % (F: 54,6 %)   | __________            | 73,49 % (F:78,64 %)   | 76,25 % (F:78,79%    | _____________        |
| Taux de transition effective de l'enseignement primaire au 1er cycle du secondaire | 79,6 % (F: 86,6 %)   | 81,7 % (F: 83,4 %)    | 85 % (F: 87 %)        | 87,2 (F: 89,2 %)     | ______________       |
| Effectifs enseignants (Secteurs public et privé)                                   | 47 413 (F: 50 %)     | 47 691 (F: 51,1 %)    | 47 866 (F: 53,32%)    | 49 511 (F: 55,24 %)  | 50 684 (F: 56,62%)   |
| Ratio élèves/enseignant                                                            | 46,93                | 44,63                 | 45,52                 | 42,53                | 41,66                |
| Nombre d'établissements (Secteur public)                                           | 6 910                | 6 993                 | 7 051                 | 7 085                | 7 144                |

Le ministère de l’Éducation, de la jeunesse et des sports considère la scolarité primaire comme le niveau d’enseignement prioritaire, devant bénéficier du budget le plus important. Ce choix de politique éducative a-t-il permis de renforcer le développement de l’enseignement primaire ? Les données chiffrées figurant dans le tableau 24 qui traduisent les grandes tendances observées au cours de ces dernières années témoignent de résultats contrastés : des progrès notables apparaissent clairement en termes de transition effective de l’enseignement primaire au 1er cycle du secondaire mais aussi de taux de survie à la fin des études primaires ; ce dernier indicateur mesurant la capacité du système de formation à maintenir les élèves dans la scolarité et à limiter les abandons. Les performances des filles relativement à ces deux critères d’évaluation sont aussi à souligner. De même, la construction de nouveaux bâtiments scolaires semble se poursuivre selon un rythme soutenu. En revanche, des points de fragilité subsistent ou même se font jour : ainsi, le nombre d’élèves par enseignant, s’il diminue sensiblement, situe encore le Cambodge parmi les pays les plus mal classés en  2012, et très éloigné des scores de ses voisins immédiats (Laos, Vietnam, Thaïlande en 2017 ; par ailleurs, si les effectifs d’enfants d’âge scolaire continuent de croître, en revanche le nombre d’élèves scolarisés et par conséquent le taux de scolarisation baissent de façon inquiétante. Le ministère reconnait cette anomalie en pointant, graphiques à l’appui, des évolutions discordantes entre les zones urbaines où les taux s’effritent et les zones rurales où ils continuent de s’améliorer; sans pour autant fournir d’explications.
S’agissant des inégalités de réussite scolaire reposant sur l’origine territoriale ou socio-économique, phénomène déjà précédemment pointé, elles demeurent sérieuses au juger des résultats de l’enquête suivante conduite auprès des ménages.
|      | Ensemble de la population | Quintile le plus pauvre | Quintile le plus riche | Rural          | Urbain           |
| 2014 | 72,28% (F: 77,2%)         | 47,24% (F: 53,8%)       | 90,2% (F: 91,6%)       | 70% (F: 75,1%) | 84,8% (F: 88,1%) |

Au-delà de ces indicateurs de performance éducative, les premières informations portant sur les équipements scolaires sont publiés en 2014 : ainsi, 82% des écoles cambodgiennes sont dotés d’installations sanitaires de base ou de toilettes; 57% d’alimentation de base en eau potable.

### L'enseignement secondaire général

#### Le premier cycle de l'enseignement secondaire
|                                                                                                | 2012/2013          | 2013/2014          | 2014/2015            | 2015/2016            | 2016/2017           |
| Effectifs élèves                                                                               | 546 016 (F:49,2 %) | 556 395 (F:49,6 %) | 565 286 (F:50,27 %)  | 586 699 (F: 51 %)    | 609 026 (F:51,73 %) |
| dont Secteur public                                                                            | 534 710            | 538 626            | 546 678              | 558 464              | 586 042             |
| dont Secteur privé                                                                             | 14 306             | 17 769             | 18 608               | 28 235               | 22 984              |
| Taux nets de scolarisation                                                                     | 41,52 % (F:43,7 %) | 43,9 % (F:46,1 %)  | 46,29 % (F:48,94 %)  | 47,33 % (F:50,61%)   | 51,96 % (F:55,96 %) |
| Taux de survie à la dernière année d'étude du 1er cycle de l'enseignement secondaire           | 64,2 % (F: 64,5%)  | 64,26 % (F: 64 %)  | 66,96 % (F: 68,11 %) | 68,26 % (F: 70,16 %) | —                   |
| Taux d'abandon cumulatif à la dernière année d'étude du 1er cycle de l'enseignement secondaire | 35,74 %            | 36,9 %             | 33,04 %              | 31,74 %              | —                   |
| Effectifs enseignants                                                                          | 27 350 (F: 42,1 %) | 28 107 (F: 42,2 %) | 28 326 (F: 42,5 %)   | 28 767 (F: 44,6 %)   | 29 429 (F: 45 %)    |
| Ratio élèves/enseignant                                                                        | 20,1               | 19,8               | 19,96                | 20,39                | 20,69               |
| Nombre d'établissements(Secteur public)                                                        | 1 214              | 1 244              | 1 249                | 1 251                | 1 245               |

Entre 2012 et 2017 (tableau 26), le 1er cycle de l’enseignement secondaire poursuit lentement sa transformation : le nombre d’élèves scolarisés. est en constante progression ; le taux d’abandon entre la classe de 7e et la 9e diminue. Par ailleurs, les filles sont davantage représentées et se révèlent plus assidues que les garçons au juger des taux de survie à la dernière année d’étude. Toutefois, les résultats obtenus demeurent globalement très éloignés des objectifs attendus par le ministère de l’Éducation, de la Jeunesse et des Sports en 2014 mais aussi par le mouvement de « L’Éducation pour tous » lancé par la communauté internationale à Dakar en avril 2000. Ainsi, dans le « Plan stratégique de l’éducation 2014-2018 », le ministère prévoit un taux d’abandon de l’enseignement secondaire inférieur limité à 3% ; quant au taux net de scolarisation, les auteurs du rapport piloté par l’Unesco espéraient de manière ambitieuse qu’il atteigne 95% pour tous les pays en  2015, tout en estimant dans le même temps que seuls 46 pays étaient en mesure de parvenir à cet objectif.
À la fin de l’année scolaire 2015/2016, 125 945 élèves se sont présentés à l’examen sanctionnant la fin du 1er cycle de l’enseignement secondaire, 118 030 ont obtenu le diplôme, soit un taux de réussite de  93,7%. Quant au taux de passage du premier au second cycle de l’enseignement secondaire, il atteint  71,1 % en 2015/2016 et  74,5 % en 2016/2017, loin des 83 % projeté par le Ministère en 2014.
La construction de Collèges se poursuit régulièrement. En 2017, 83,4% bénéficient de toilettes, 43,4% d’eau potable.

#### Le deuxième cycle de l'enseignement secondaire
|                                          | 2011/2012            | 2012/2013            | 2013/2014            | 2014/2015            | 2015/2016            | 2016/2017            |
| Effectifs élèves                         | 328 593 (F: 45,75 %) | 300 114 (F: 46,63 %) | 278 701 (F: 47,71 %) | 274 205 (F: 49,02 %) | 275 296 (F: 50,10 %) | 296 390 (F: 51,16 %) |
| dont Secteur public                      | 318 165              | 288 789              | 266 293              | 262 072              | 266 449              | 279 480              |
| Effectifs enseignants (Secteur public)   | —                    | —                    | —                    | 12 227 (F: 33,14 %)  | 12 570 (F: 30,64 %)  | 12 625 (F: 31,25 %)  |
| Nombre d'établissements (Secteur public) | 426                  | 433                  | 444                  | 455                  | 463                  | 486                  |

| Années           | 2004   | 2005   | 2006  | 2007   | 2011   | 2012   | 2013 | 2014 | 2015   | 2016    | 2017    |
| ---------------- | ------ | ------ | ----- | ------ | ------ | ------ | ---- | ---- | ------ | ------- | ------- |
| Taux de réussite | 48,5 % | 72,2 % | 77,6% | 72,7 % | 82,9 % | 86,4 % | 87 % | 43 % | 55,8 % | 62,18 % | 63,84 % |

L’information marquante relative à cette structure d’enseignement concerne la chute vertigineuse du taux de réussite au baccalauréat en 2014 (Tableau 28); phénomène largement confirmé en 2015 qui s’explique par l’instauration d’une politique énergique de lutte contre les fraudes chroniques aux examens, en particulier dans le cadre de la passation du baccalauréat. Le nouveau ministre de l’Éducation, de la Jeunesse et des Sports, Dr Hang Chuon Naron a en effet initié, dès la session 2014, un dispositif drastique, exemplaire pour mettre fin à toutes les tricheries, quelle qu’en soit la nature. Parmi les mesures de contrôle mises en place, une Unité anti-corruption, composée d’observateurs et de policiers, s’est déployée dans tous les centres d’examen. Cette opération s’est traduite par une baisse spectaculaire du taux de réussite. Ainsi, les 4 et 5 août 2014, sur les 89 937 lycéens présentés, 23 126 ont décroché le Baccalauréat soit, 25,72%. En raison de cet échec massif, une session de rattrapage a été décidée. Celle-ci s’est tenue au mois d’octobre. Sur les60 596 candidats, seuls  17, 94 % ont réussi l’examen. Au total, un peu plus de 43% empochent le diplôme. En  2015, alors que de strictes mesures de contrôle ont été reconduites, un peu plus de la moitié des candidats ont passé avec succès l’examen. Deux ans plus tard, le pourcentage de réussite s’élève doucement sans retrouver les taux flatteurs du début des années 2000. Sur les 99 728 élèves présents en  2017, 63 668 obtiennent le diplôme ; 424 la mention A, 46 657 la mention E. Cette politique éducative visiblement plus exigeante et offensive, allant dans le sens d’une réhabilitation d’un diplôme national officiel en perte de sens, pourrait expliquer, la baisse régulière des effectifs (tableau 27) entre  2012 et 2016 dès l’instant où des consignes de passage, du 1er cycle de l’enseignement secondaire au second, plus sévères auraient été données. L’accès au deuxième cycle de l’enseignement secondaire demeure réservé à une minorité d’élèves : le taux brut de scolarisation est de  24,3% en 2016 et de 26,5% en  2017, loin des 38% projeté par le ministère en mars 2014.
S’agissant de l’équipement sanitaire des établissements, 91,2% disposent de toilettes, 53,9% d’eau potable, au cours de l’année 2016/2017.

#### Une démocratisation de la réussite scolaire encore balbutiante
Comme à l’école primaire, les études conduites par l’Unesco pointent des écarts élevés de réussite scolaire en fonction de l’origine territoriale ou du statut socio-économique des élèves dans le premier cycle de l’enseignement secondaire, comme en témoignent les résultats reportés dans le tableau 28.
|      | Ensemble de la population | Quintile le plus pauvre | Quintile le plus riche | Rural              | Urbain           |
| ---- | ------------------------- | ----------------------- | ---------------------- | ------------------ | ---------------- |
| 2014 | 40,52 % (F: 39,5 %)       | 17 % (F: 19 %)          | 64,5 % (F: 63,2 %)     | 34,9 % (F: 33,7 %) | 65,9 % (F: 65 %) |

Il se pourrait que ces inégalités de réussite scolaire soient renforcées par l’existence d’un enseignement complémentaire privé puissant proposé aux élèves parallèlement à la scolarité régulière, dès l’instant où les élèves les plus pauvres en sont exclus. Bien plus, au Cambodge, l’enseignement complémentaire payant est largement assuré par les enseignants des établissements publics. Cette pratique vivace en dépit d’instructions défavorables du Ministère, perdure. Ainsi, des élèves sont amenés à « suivre des cours gratuits pendant la journée officielle, puis des cours payants après la journée d’école, souvent données par le même enseignant et dans les mêmes salles de classe ». Cette « Éducation de l’ombre », très recherchée  est source de graves dérives, pénalisant les élèves non en mesure de suivre ces cours de soutien.

### Le corps enseignant
Le nombre global d'enseignants exerçant dans les établissements scolaires (premier et deuxième degré d’enseignement général) qui était d’environ 92 500 au cours de l’année  2011/2012 atteint près de 99 500 en 2017 ; le personnel féminin apparaissant minoritaire dans les Collèges et Lycées.
| Niveaux d'enseignement | Pré-primaire      | Primaire           | Secondaire 1er cycle | Secondaire 2e cycle |
| ---------------------- | ----------------- | ------------------ | -------------------- | ------------------- |
| Nombre d'enseignants   | 6 643 (F: 93,7 %) | 50 684 (F: 56,6 %) | 29 429 (F: 45 %)     | 12 625 (F: 31,2 %)  |

Après la chute des Khmers rouges, face à une situation de dénuement complet à la fois humain et matériel, le ministère de l’Éducation, de la Jeunesse et des Sports a été contraint, pour faire face à la grave pénurie d’enseignants, de privilégier la dimension quantitative en adoptant une politique peu exigeante quant aux conditions de recrutement. Le début du XXIe, mais plus précisément l’entrée du Cambodge dans la Communauté économique de l'ASEAN dont il conviendra de respecter les normes, voient la nécessité, pour les pouvoirs publics, de réfléchir à  une réforme profonde allant dans le sens d’une amélioration de la qualification des enseignants. Telle est l'ambition forte du « Plan d’action pour les politiques en faveur des enseignants » adopté en janvier 2015, dont la mise en place doit faire naître une plus grande attractivité  du métier en favorisant le renforcement de la formation initiale et continue, en établissant des parcours professionnels dotés d’une couverture sociale. Les efforts du gouvernement semblent admis. « L’Association indépendante des enseignants du Cambodge » (CITA) reconnaît les améliorations apportées aux conditions de travail des enseignants depuis 2013, en particulier les augmentations de salaire, mais aussi le développement d’un programme de réforme de l’éducation. Le salaire mensuel des enseignants fixé à 193 $ en 2016, passerait à 230 $ en Avril 2017.

### Alphabétisme
| Dates→ Catégories ↓               | 1998                 | 2004    | 2008    | 2009    | 2014    | 2015                 |
| Jeunes (15/24 ans)                | 76,32 % (F: 71,07 %) | 83,38 % | 87,47 % | 87,13 % | 90,14 % | 92,21 % (F: 92,57 %  |
| Adultes (15 ans et plus)          | 67,34 % (F: 56,99 %) | 73,61 % | 77,59 % | 73,9 %  | 78,06 % | 80,53 % (F: 75,03 %) |
| Population âgée de plus de 65 ans | 30,45 %              | 38,15 % | 47,89 % | 40,11 % | 46,57 % | 53,08 % (F: 36,86 %) |

En 2000, la Communauté internationale s’était donnée comme objectif de diviser par deux le taux d’analphabétisme des adultes dans le monde d’ici 2015. Force est de constater que celui-ci n’est pas atteint au Cambodge. Plus de 2 millions de personnes (15 ans et plus) sont encore considérées comme analphabètes en 2015. Toutefois, au regard de la seule année 2015, l’écart marqué de résultats entre les jeunes de 15 à 24 ans d’une part et le reste de la population d’autre part (et de façon encore plus nette avec les plus âgés), montre bien l’influence réelle de l’éducation de base même si elle demeure encore inaboutie. Ce taux d’alphabétisation de 92,21% correspond au score mondial moyen. Le nombre de jeunes analphabètes est évalué à 249 058

### Dépenses publiques totales d'éducation
| Années→ Dépenses↓                   | 2009   | 2010   | 2011   | 2012   | 2013   | 2014   | 2015  | 2016     | 2017     |
| En % du produit intérieur brut      | 1,67 % | 1,53 % | 1,51 % | 1,56 % | 2,05 % | 1,91 % | 1,9 % | (2 07 %) | (2,15 %) |
| En % des dépenses publiques totales | 8,17 % | 7,34 % | 7,34 % | 7,2 %  | 9,6 %  | 8,7 %  | 9,1 % | —        | —        |

Les dépenses consacrées à l’éducation (au moins jusqu’en 2015) restent insuffisantes. Elles se situent nettement en dessous des moyennes mondiales (respectivement de  4,7 % par rapport au PIB et de  13,8 % relativement à l’ensemble des dépenses). L’engagement financier des pays frontaliers atteint des pourcentages notablement supérieurs.
Il convient de rappeler que le Cambodge bénéficie encore aujourd’hui d’un important soutien des bailleurs multilatéraux et bilatéraux correspondant à plus d’un milliard de dollars en dons et prêts concessionnels chaque année ; somme considérable dont une partie contribue largement à la consolidation du système éducatif.